# Јован Ристић (новинар)
Јован Ристић (Београд, 4. април 1973) српски је новинар, публициста, писац и културни радник. Запослен је у београдској Новинској агенцији Бета. По образовању је дипломирани правник.
Оснивач је и директор Фестивала српског филма фантастике од 2006. године.

## Писање

### Новинарство и публицистика
Ради у новинској агенцији Бета, а сарадник је пројекта Balkan Culture Watch чији је покретач Балканска мрежа за истраживачко новинарство (БИРН). Осим тога, пише музичке и филмске приказе, критике, есеје, друштвено-политичке текстове и оне који се баве популарном културом у часописима и на сајтовима: Рок експрес, Булевар, Бре, ЈАТ ревија, Знак Сагите, Емитор, Пресинг, Попбокс, Френзи Спарк, Јелен Топ 10, Southeast Europe и другим.

### Књижевност
Од 1996. објављује приче фантастике у антологијама, периодици и на Интернету (Емитор, Орбис, Скриминг Планет, Пресинг, Треш, Арт-Анима, Хели Чери, Проза онлајн...) као и у ауторским књигама.

### Изабрана библиографија
Ауторске књиге
- Туђин 3 – Један незаслужени кошмар (филмолошка монографија)[2], Друштво љубитеља фантастике „Лазар Комарчић“, Београд 2008. (У оквиру манифестације „2008 — Година српске фантастике“)
- Године у магли; одабране приче и песме, Нишки културни центар, Ниш. 2010.  978-86-83505-35-7..

Антологије
- Бели шум: Антологија прича о телевизији, уредио Горан Скробоња, „Паладин“ (библиотека „Фрактали“), Београд. 2008.  978-86-87701-00-7..
- Истините лажи: Приче о урбаним легендама, уредио Горан Скробоња, „Паладин“ (библиотека „Фрактали“), Београд. 2009.  978-86-87701-04-5..

### Критичка рецепција
О Ристићевој прози и публицистици критички су писали у периодици Србије и Хрватске Слободан Ивков, Горан Скробоња, Душан Цицвара, Димитрије Војнов, Давор Шишовић, Младен Ђорђевић, Урош Смиљанић, Павле Зелић и други.

## Културне активности

### Друштво љубитеља фантастике Лазар Комарчић
Ристић је дугогодишњи активиста и својевремени члан председништва Друштва љубитеља фантастике „Лазар Комарчић“. Уређивао је трибински програм и био модератор књижевне радионице у Дому омладине Београда. Краће време је уређивао и часопис Емитор. Један је од главних организатора београдске конвенције љубитеља фантастике „Беокон“.
Организовао је и био учесник више од 50 трибина, које су се бавиле филмом, као и односом филма са другим приповедним формама (књижевност, стрип). Организовао је такође округле столове посвећене заштити филмске културне баштине, промоцији српске кинематографије у иностранству, као и о дистрибуцији нових српских филмова у условима пропале мреже домаћих биоскопа.

### Фестивал српског филма фантастике
Ристић је, заједно са Мирославом Лакобријом, мајстором филмских ефеката, основао 2006. године Фестивал српског филма фантастике (ФСФФ), чији је садашњи директор. Осим Београда, ФСФФ гостује по Србији и земљама бивше Југославије.
Фестивал сарађује са Југословенском кинотеком и другим елитним установама. Ова манифестација је дала велики допринос популаризацији и повећаној производњи филмова фантастике у Србији.